# Keresztény Munkásifjú Mozgalom
A Keresztény Munkásifjú Mozgalom (röviden KMM–JOC, franciául Jeunesse Ouvrière Chrétienne /JOC/, angolul Young Christian Workers /YCW/) egy olyan katolikus lelkiségi mozgalom, mely a római katolikus egyház tanítását vallva fő céljának tekinti a munkásifjúság szellemi, anyagi támogatását, összefogását és érdekvédelmét.

## Története

### Nemzetközi téren

#### Joseph Cardijn és a JOC
Joseph Cardijn, munkás származású belga pap már a szemináriumban elhatározta, hogy a munkások gyermekeinek apostola lesz. 1906-ban szentelték pappá. Egy évig még Leuvenben tanult, majd 5 éven át tanulmányozta a belgiumi, francia és angol munkásság helyzetét. 1912-ben Brüsszel munkásnegyedében káplán. Munkás fiúkkal és leányokkal kezdett foglalkozni, de a megszálló németek bebörtönözték. XI. Piusz pápa 1925. április 18-án jóváhagyta a JOC mozgalmat, amely bár belgiumi nemzeti szervezetként alakult, 1927-től nemzetközi téren is folytatta tevékenységét. A második világháború alatt rohamosan terjedt. Székhelye Brüsszel (Belgium). Joseph Cardijn 1945-67 között 79 országot látogatott meg. 1965 februárjában püspökké szentelték, majd VI. Pál pápa bíborossá kreálta.

#### JOC Europe
1945-ben a JOC segítségével alakult meg a Keresztény Ifjúmunkások Internacionáléja (franciául Jeunesse Ouvrière Chrétienne Internationale /JOCI/, angolul International Young Christian Workers /IYCW/) brüsszeli székhellyel, mely (részben) átvette a nemzetközi munka koordinálását. Ekkor a JOC neve Európai Keresztény Ifjúmunkás Szövetség (JOC Europe - franciául Jeunesse Ouvrière Chrétienne Européenne /JOC/, angolul European Young Christian Workers /EYCW/) lett. Célja, hogy választ találjon az ifjúmunkások mindennapi gondjaira, életvezetési, erkölcsi, lelki problémáira; felelősségteljes szerepvállalásra készítse fel őket mint állampolgárokat, dolgozókat, keresztényeket és apostolokat; képviselje érdekeiket a társadalom felé. Elősegíti az ifjúmunkások kulturális- és szakmai képzését valamint a tapasztalatcserét. Évente négyszer továbbképzési kurzusokat tart. Európai konferenciákat szervez.

#### JOCI
A JOCI tagja a Nemzetközi Katolikus Szervezetek Konferenciájának (CICO). Ázsiától Dél-Amerikáig, Európától Afrikáig számos országban jelen van a mozgalom. 1993-ban 58 országban voltak tagszervezetei. Célja, hogy a keresztény ifjúmunkásokat a munkásság ügye iránti elkötelezettségre és összefogásra nevelje; segítse őket boldogulásukban, a mindennapi életükben, munkahelyi környezetükben, lelki életükben jelentkező gondok megoldásában; segítse őket szabadidejük hasznos eltöltésében; támogatást nyújtson munkanélküliségük esetén; ismertesse helyzetüket és képviselje véleményüket munkaadóik, oktatóik, a politikusok és a közvélemény felé. Felméréseket, tanulmányokat készít a fiatal munkások életkörülményeiről (munkaviszonyok, mobilitás, párkapcsolatok, lakáskörülmények, szabadidő). Konferenciákat, munkamegbeszéléseket tart. Kisközösségeket szervez az ifjúmunkások körében. Aktivistákat küld körükből a harmadik világ országaiba apostoli tevékenységre.

#### CIJOC
1986-ban a JOCI új ágaként megalakult római központtal a Keresztény Munkásfiatalok Nemzetközi Koordinációja (franciául Coordination Internationale de la Jeunesse Ouvrière Chrétienne /CIJOC/, angolul International Coordination of Young Christian Workers /ICYCW/), amely társult tagja a Nemzetközi Katolikus Szervezetek Konferenciájának. A világszervezetet a Rómában székelő, öt fiatalból álló vezetőség koordinálja. Továbbképzéseket szervez fiatal munkások számára. Négyévente kerül sor világtalálkozók megrendezésére. A felnőtt kísérőknek külön is szervez a nemzetközi mozgalom találkozókat. A magyar KMM–JOC teljes jogú tagja a CIJOC-nak.

### Magyarországon

#### KIOE
Eredetileg egyetemi hallgatók kezdeményezésére, mozgalomként indult, néhány értelmiségi támogatásával. 1921-ben Elsasser Gyula jezsuita páter felszólítására összejött közel hatvan Mária-kongreganista fiatal egyetemi hallgató a munkásfiatalok támogatására, akik dr. Mészáros János budapesti érseki helynök vezetésével megalakították a Keresztény Iparos és Munkásifjak Országos Egyesületét. Hivatása az volt, hogy a munkásság körében képviselje az egyház által hirdetett értékeket. 1936-ban a püspök-kari határozat szerint a mozgalmat az Actio Catholica szellemében, egyházközségi keretben szervezték újjá, neve ez időtől Katolikus Ifjak Országos Egyesülete (KIOE). 17-25 éveseket vettek tagjaik közé, a régi szervezeteket is beolvasztották a KIOE-be, de szervezésében jelentős szerepet kaptak kongreganista tanoncok és ifjúmunkások és a belgiumi JOC tapasztalatait Magyarországon meghonosító Szilágyi György. A helyi szervezeteket a lelkész irányította, de választott ifjúsági titkáruk is volt. Egyházi oldalról támogatást kaptak a jezsuitáktól. Tevékenysége eleinte a Józsefvárosra összpontosult, majd össz-budapesti központ alakult. Valláserkölcsi nevelés mellett tanoncokat közvetítettek, és több tanoncotthont szerveztek a kallódó fiatalok segítésére, ahol a vidékről Budapestre érkező fiatalok lakhattak, amíg a szakmájukat kitanulták. Ezekben az otthonokban komoly lelki nevelés is folyt. Később a szervezés kiterjedt vidéki plébániák területére, beleértve a visszatért országrészeket (Felvidék, Erdély). A munkásfiatalok számára újságíró tanfolyamokat, filmes szakkört, vezetőképző táborozásokat, sporteseményeket, lelkigyakorlatokat, tanoncmunka-kiállításokat, kétéves Munkásifjú Akadémiát szerveztek.
1938 januárjában Joseph Cardijn egyhetes tájékoztató tanfolyamot szervezett Bécsben a kelet-európai papság részére azzal a céllal, hogy velük megvesse az alapjait az itteni országok JOC szervezeteinek. Kerkai Jenő és Nagy Töhötöm jezsuita szerzetesek, akik akkor már az agrárifjúsági KALOT mozgalom szervezői voltak, valamint a KIOE országos elnöke, dr. Mészáros János budapesti érseki helynök is részt vett a találkozón. Még ebben az évben a 34. Eucharisztikus világkongresszus alkalmából Joseph Cardijn Budapestre látogatott. A rövid látogatás során megbeszélést folytatott a KIOE vezetőségével. Ezután három hónappal később, augusztus végén érkezett újból Budapestre. 1942-ben 180 KIOE csoport létezett 7000 taggal. Ebben az évben egyházi elnöke Apor Vilmos győri püspök, de vezetőségi tag a szociális gondolkodású gépgyáros, Csonka János is. 1944-ben a budapesti székházban külföldi menekülteket, üldözötteket és katonaszökevényeket tudtak megmenteni. Az ostrom után a mozgalom újjáéledt, Mindszenty József bíboros prímás által is támogatva: egyházmegyéjéből tíz papot jelölt ki kimondottan munkáspasztorációra; még újabb tanoncotthonok megnyitására is mód nyílt. A Mozgalomnak csak Budapesten tizennégy nagy tanoncotthona volt. Fennállása alatt tárgyalásokkal, beadványokkal számos, a tanoncokat segítő oktatási és szociális törvényi intézkedés létrejöttét vívta ki.
Rajk László belügyminiszter a 254.231/1946.BM. rendelettel feloszlatta, 1948 augusztusában tanonc-otthonait államosították, a vezetőket később sorra letartóztatták, internálták, börtönbe zárták. 1952 novemberében politikai okokból letartóztatták a Mozgalom főtitkárát, Ikvay Lászlót, december 12-én szervezkedés miatt 10 év börtönre ítélték. (1956 novemberében az Elnöki Tanács kegyelmével szabadult, 1961. február 6-án újra letartóztatták, június 19-én illegális hitoktatásért, amit államellenes szervezkedésnek állítottak be, 6 év börtönre és teljes vagyonelkobzásra ítélték. 1965-ben közkegyelemmel szabadult, de papi hivatása gyakorlásától eltiltották, alkalmi munkákból élt. 1969-ben nemzetközi szervezetek közbenjárására kivándorló útlevéllel Fribourg-ban (Svájc) élő nagybátyjához ment. Segített a svájci magyarok lelkipásztori gondozásában. 1971 novemberétől 1972 tavaszáig Mindszenty József bíboros személyi titkára.) A Mozgalom néhány tagját 1953-ban felakasztották.

#### KMM-JOC
1990-től Keresztény Munkásifjú Mozgalom néven újraindult a szervezet. Jelenleg egyesület formájában működik. Elsősorban Szegeden és környékén vannak jelen aktív tagokkal.

## Tevékenysége
A mozgalom kampányokat, gyűléseket, fesztiválokat, képzéseket és lelkigyakorlatokat szervez. Elsősorban az egyszerű sorsú munkásfiatalokat szólítja meg: azokkal a fiatalokkal foglalkoznak, akik anyagilag vagy képzettségben hátrányos helyzetben vannak, akik elmaradott, fejletlenebb vidékeken élnek, és nehezen hallatják a hangjukat. Megszólítják a városi és a vidéki fiatal munkásságot, a tanoncokat, a szakmunkásképzősöket, a bizonytalan munkaügyi helyzetben lévőket és a munkanélküli fiatalokat, de azokat is szívesen látják, akik elkötelezettséget szeretnének vállalni a Mozgalom missziója mellett. A csoportokban való részvételnek és a programokon való részvételnek nincs különösebb feltétele, csak el kell jönni rendszeresen a találkozókra, programokra. A tagok csoportokat alkotnak, akik mellett egy felnőtt kísérő tevékenykedik, ha ez lehetséges.

### A kísérők
A JOC kiemelten fontosnak tartja elkötelezett felnőttek részvételét a formálódási programban: papokét, diakónusokét, vallásos férfi és nőtestvérekét, világi férfiakét és nőkét, akik lelkészként, szervezőként vagy nevelőként vesznek részt a Mozgalomban. Az ő feladatuk az, hogy segítsék a fiatalokat a Mozgalom felfedezésében, és kísérjék őket a Mozgalom sajátos jellemzőinek megélésében. Az ő feladatuk a munkásfiatalok megszólítása, meghívása, amely személyes kapcsolat kialakítását jelenti. A kísérés szempontjából nem fontos, hogy az adott csoport munkáját felszentelt pap, vagy szerzetes vagy világi segíti. Ebben a munkában, függetlenül a szereptől amit az Egyházban betöltenek, ugyan az a feladatuk, kísérni a fiatalokat a mozgalom felfedezésében, és kísérni őket a mozgalom sajátos jellemzőinek megélésében. Ha valaki kísérőként vagy csoportvezetőként szeretne segíteni a mozgalomban, annak egy alapképzésen kell részt vennie, amelynek célja a legfontosabb módszerek elsajátítása.
A JOC a kísérőknek támogatást nyújt:
- módszereket ad, amelyek segítik a kísérőt munkájában,
- képzéseket szervez,
- közösségbe szervezi a kísérőket is,
- kapcsolatot hoz létre a JOC lelkészeivel, papjaival. Fontos, hogy egy országban vagy városban működő JOC vezetők és felnőtt kísérők megtalálják a kapcsolatot azokkal a papokkal és szerzetesekkel, akik az ő munkájukat támogatják, segítenek a felnőttkísérők képzésében.

## Módszerei

### Három igazság
Joseph Cardijn, az első JOC világtalálkozón bemutatta a JOC alapvető pedagógiáját, a három igazság módszerét. Ennek alapja fiatal papként megélt tapasztalata:
- egyrészt az emberi természet teológiájáról, amit a szemináriumban ismert meg;
- másrészt a fiatal munkások életének valóságáról, amivel az első plébániáján illetve ifjúkori barátainak életét figyelve szembesült.

Egy tanítási alapelv átadásáról van szó: a három igazság olyan célrendszert tűz ki, amely egy alapot biztosít minden korosztály számára, aki a JOC-ban tevékenykedik.
A három igazság a következőkből áll:
- A valóság igazsága: összegyűjtik a fiatalok tapasztalataikat a valóságról, azokkal szembesülnek.
- A hit igazsága: bibliai idézetekkel bemutatják, hogy Isten milyennek alkotta az embert, mire hívja. A fiatalok összegyűjtik az ezekhez fűződő tapasztalataikat.
- A módszer igazsága: a hit és a valóság igazsága közötti ellentmondásra keresik a megoldást a fiatalok saját értékeinek, méltóságának felfedezésével, amihez a JOC hatékony segítség a számukra.

### Láss - Ítélj - Cselekedj
Az élet felülvizsgálata (vagy a Láss, ítélj, cselekedj , röviden L-Í-CS) módszer egy olyan eszköz, melynek segítségével a fiatalok növekedhetnek és fejleszthetik magukat, befolyásolhatják és megváltoztathatják környezetüket. A JOC alapját képező három igazság a forrása:
- minden fiatal Isten képére teremtetett, és értékes Isten szemében,
- a fiatalok életében ez nem mindig jelenik meg,
- maguk a fiatalok képesek változtatni a helyzetükön.

A módszer lépései:
- Láss: A JOC nem a fiatalok általános gondjaiból vagy a róluk szóló elméletből indul ki. A módszer első lépését a fiatalok életére, az általuk átélt aktuális eseményekre irányuló szoros figyelem képezi. Ezek az események alkotják ugyanis azokat a helyzeteket, amelyekben ők élnek, és amelyek meghatározzák az életüket. Ebben a fázisban megosztják egymással a számukra és munkatársaik számára sajátos, tényszerű, legújabb és személyes, aktuális tapasztalataikat. Ez az a fázis, amelyben nyitottak az élet valóságára. Segítik egymást annak érdekében, hogy ezen események részleteinek és jelentésének felfedezésével mélyebb megértéshez juthassanak. Megvizsgálják a történtek közvetett és közvetlen okait is. Megfigyelik és próbálják megérteni a rájuk és másokra való hatásait.
- Ítélj: Ebben a második lépésben összehasonlítják azt, amit megtesznek, és ami megtörténik - azzal, amit meg kellett volna tenniük, és aminek meg kellett volna történnie. Megbeszélik az első lépésben szerzett tapasztalataikkal kapcsolatos helyes és helytelen vonatkozásokat. Ekkor osztják meg egymással és ismerik fel hitüket és meggyőződésüket. Kinyitják a Szentírást, és megpróbálnak kapcsolódási pontot keresni Isten szava (különösen az Evangéliumok szerinti) és a saját tapasztalataik között. Ez a lépés lehetővé teszi számukra, hogy a tapasztalataiknak jelentést adjanak, célja legyen a cselekedeteiknek, segít kiértékelni az életüket, az őket körülvevő helyzeteket, és azokat a változtatásokat, amelyekre szükségük van.
- Cselekedj: Ebben a lépésben, a „Láss!” és „Ítélj!” következményeként megbeszélik és eldöntik azokat a cselekvéseket, amelyeket akár egyénileg, akár együtt végre tudnak hajtani. Keresik azokat a módokat, melyek révén megélhetik az Evangéliumok szerinti méltóságukat, és más fiatalokat is erre bátoríthatnak. Együtt keresik azt, hogyan juthatnak túl a rájuk nehezedő nehézségeken, és hogyan tudnak válaszolni a felmerült kérdésekre. Segítik egymást cselekedeteik és Isten szeretete jeleinek megértésében.
- A cselekvés felülvizsgálata: A cselekvési szakasz kiegészítése érdekében felülvizsgálják az eddigi cselekedeteket. Leírják az eddigi tetteket, és feljegyzik, mit értek el eddig, melyek voltak a nehézségek, és mit kell még tenniük. Segítik egymást a cselekedetek céljának és hatásának értékelésében. Ha egy cselekedet felülvizsgálata elmarad, az el fogja veszíteni jelentőségét, és a fejlődéshez való hozzájárulását.

A L-Í-CS-módszer az átalakulás módszere. Arra indítja a fiatalokat, hogy legyenek kevésbé énközpontúak, „a mozgalom értem van” állapotából „a mozgalom értem, barátaimért és minden munkástestvéremért van” állapotába fejlődjenek. Ezt a módszert vette át a MÉCS Családközösségek családmozgalom is (Megfigyelés - Értékelés - Cselekvés).

### Barátságtérkép
A barátságtérkép a JOC csoportokban használt eszköz. Folyamatot és hátteret biztosít a “Láss - Ítélj - Cselekedj” módszerhez. Ahogy elkezdik egy csoport létrehozását, minden tag készít egy saját barátságtérképet azokról az emberekről, akikkel naponta találkozik (otthon, munkahelyen, szabadidőben stb.), abból a célból, hogy jobban odafigyeljen rájuk, segítségükre legyen. A térképet minden hónapban átnézik és felújítják.

### Katolikus lexikon
- Magyar katolikus lexikon (Keresztény Ifjúmunkás Mozgalom Nemzetközi Koordinációja)
- Magyar katolikus lexikon (Keresztény Ifjúmunkások Internacionáléja)
- Magyar katolikus lexikon (Európai Keresztény Ifjúmunkás Szövetség)
- Magyar katolikus lexikon (Katolikus Iparos és Munkásifjak Országos Egyesülete)
- Magyar katolikus lexikon (Cardijn)
- Magyar katolikus lexikon (Ikvay)

## Lásd még

### joc.hu
- Láss-Ítélj-Cselekedj - módszertani füzet
- Barátság térkép módszertani segítséggel
- A mozgalom alapjai - a három igazság. Módszertani segédanyag csoportvezetőknek és kísérőknek
- A mozgalom alapjai - a három igazság. Poszter

### Egyéb
- Gergely Jenő: A katolikus egyház története Magyarországon 1919-1945 - Katolikus ifjúsági szervezetek és mozgalmak
- Vas Népe Online: Fiúk, ne engedjétek el egymás kezét!
- Hollai Ferenc: Haklik Lajos élettörténete. Hozzáférés: 2015. 12. 20.
- 100 éves a magyar keresztény munkásmisszió (1921-2021)